# 近衛軍村 (赫梅利尼茨基區)
近卫军村（羅馬化：Hvardiys'ke）是烏克蘭西部赫梅利尼茨基州赫梅利尼茨基區近卫军村市镇内的村落及其行政中心。始建於1584年，面積3.73平方公里，海拔高度300米，2001年人口2,371，人口密度每平方公里63.5人。